# АК-74
АК-74 (на руски: Автомат Калашникова образца 1974 года) е съветски автомат, разработен в началото на 1970-те години в СССР. Той е последващо развитие на АКМ. Приет е на въоръжение през 1974 г. във Въоръжените сили на СССР. Разработката му е свързана с преминаването на новия нискоимпулсен патрон 5,45х39 мм.
АК-74 за пръв път се използва през 1979 в афганистанския конфликт.

## История
Когато е била изобретена от Михаил Калашников, изглеждало, че това е версия с ограничено производство за специалните части в Руската армия, но СССР я пуснал в масово производство за да замени изцяло АКМ.
За пръв път АК-74 е бил видян в действие по време на съветската окупация на Афганистан. Използва боеприпаси 5.45 х 39 мм и е стандартен автомат на Руската армия, и на някои държави от бившия Социалистически блок.

## Особености

### Нови функции
AK-74 е оборудван с нов приклад, нова ръкохватка и газова камера. Приклада има по-различна рамова подложка, която е назъбена за по-добро сцепление върху различни материи и е изработена от каучук. В допълнение, има намаляване на теглото и изрязвания от всяка страна на приклада. Прикладът и двете ръкохватки, за първи път са произведени от ламинирано дърво, това по-късно се променя на синтетичено тъмновиолетово, а след това черен полимер.
Газовата камера на AK-74 има пружини към задния си край, предназначени да я задържат по-сигурно. Приемникът остава почти идентичен с този на АКМ. Всички външни метални повърхности са покрити с гланциран черен емайл.

### Пълнител
Оригиналният пълнител на АК-74 е идентичен с този на АКМ, с изключение на незначителните промени в размерите, които са наложими заради новия калибър. Тези оранжево-ръждиви пълнители (при АК-74) са често погрешно идентифицирани, че са направени от бакелит, в действителност те са произведени от две части текстолит— слоест материал, получен чрез горещо пресоване на два или повече слоя памучна тъкан, импрегнирана със синтетични термореактивни смоли от типа на фенол-формалдехидите, крезол-формалдехидите, смес от тези смоли или техни модификации. Известни с издръжливостта си, пълнителите отслабят камуфлажа на автомата. Нови тъмнокафяви, 30-патронови пълнители са въведени в началото на 1980-те, състоящи се от ABS пластмаса. Всички пълнители на АК-74 имат повдигнати хоризонтални ребра от всяка страна, за да се предотврати тяхното използване в 7,62 мм-вия Калашников. Пълнителите бързо могат да бъдат заредени с патрони, с помощта на пачка. 45-патроновия пластмасов пълнител, както и 100-патроновия, барабанов пълнител на РПК-74, са взаимосменяеми с тези на АК-74. Най-новите пълнители са черни, използват се от АК-74М.

### Аксесоари
Аксесоари, предоставени с автомата включват: 6H4 или 6H5 щик, устройство за бързо зареждане, три резервни пълнителя, четири 15-патронови пачки за бързо зареждане на пълнители, комплект за поддръжка, пръчка за почистване и ремък. При АК-74М се прибавят: гранатомети ГП-30, ГП-34, оптически прицел, както и нощен оптически прицел, поради наличието на релса от лявата страна, позволяваща монтажа им при АК-74М. Специални оптически прицели могат да бъдат монтирани и на по-старите: АК-74Н и АКС-74Н, но техните прицели са значително по-тежки и стари от стандартните за АК-74М.

### Боеприпаси
5.45 х 39 мм патрони са стандартните боеприпаси при АК-74 и версиите му, както и на някои оръжия от сериите АК-100. Тези патрони са по-слаби от 7.62 х 39 милиметровите, с доста по-малка пробивна мощ, но с по-добри балистични показатели. Направен като аналог на западните 5.56 х 45 мм боеприпаси използвани при карабини като М16 и М4, куршумът започва да се преобръща при влизане в целта, като образува много повече разкъсвания в тъканта. В резултат афганистанските партизани, по време на Съветската окупация бързо го нарекли „отровният куршум“. Някои смятат, че тези боеприпаси са дори по-ефективни от 5.56 милиметровите (често се случва при оръжия с по къса цев, т.е. по-малка скорост, 5.56 мм куршум изобщо не се преобръща,
и резултатите от статистиките за смъртност при първия изстрел са намалили във вреда на 5,56 мм). Западни изследвания, обаче, показват че техният куршум се разчупва при няколко преобръщания (още по-опасни рани), докато руският такъв не достига правилно разграждане. Руският 5.45х39, прави по-голямо разкъсване при влизане в целта. Има случаи, на жертва, простреляна в крака, а куршума излиза през главата, това се дължи на голямата кинетична енергия, като прави множество разкъсвания на тъканта. Поради лекотата и скоростта си, 5,45 мм куршум удължава обхватът от 300 до повече от 500 метра, и намалява откатът (на дулото на автомата е сложен и огнекомпенсатор). Огнекомпенсатор има и АК-103, който използва старият руски патрон – 7,62х39 мм.

## Варианти и модернизации

### АК-74
Автоматът за пръв път е бил видян в дейстиве, като основно оръжие на руските войски, участващи в конфликта в Афганистан през 1979 година. Автоматът продължава да се използва от по-голямата част от страните на бившия СССР. Нелицензирани копия са произведени в България (АК-74, АКS-74U), бившата ГДР (MPI-AK-74N, MPI-AKS-74N, MPI-AKS-74NK) и Румъния (PA MD 86).
- Армения АК-74 е основен автомат на Арменската армия[4]. Армения, произвежда лицензирано от Русия АК-74
- Азербайджан Азербайджан, произвежда АК-74 с лиценз под името „Khazri“. Използва се от Министерството на вътрешните работи.
- България България произвежда легално AR-M1 (вариант на АК-74) и АКС-74У.
- Виетнам СССР/Русия, продаде на Виетнам няколко хиляди автомата АК-74. АК-74 е стандартен автомат на Виетнамските пехотни части.
- Грузия АК-74 и М4А1, са основните щурмови карабини на Грузинската армия.
- Гърция Русия, продаде незнайна бройка АК-74 на Гърция. АК-74 е основен автомат на сухопътните Гръцки войски.
- Полша Полша, продаде Kbk wz. 1988 Tantal (нелицензирана Полска модификация на АКС-74) на Афганистан.
- Русия - въоръжени сили на Руската федерация[5]
- СССР За пръв път използван по време на Съветската война в Афганистан в началото на 80-те.
- Украйна АК-74 е основен автомат на Украинските въоръжени сили.

### АК-74Н
АК-74Н е версия на АК-74, която има универсална планка за монтаж на дневни и нощни прицели.

### АКС-74
АКС-74 е версия на AK-74, със сгъваем в страни, метален приклад. Бил е предназначен за въздушно-десантните руски войски. Руските войски, са го предпочитали във войната в Афганистан пред стандартния кашишки АК-74, с дървен приклад. АКС-74, е заменен през 1996 година от АК-74М, поради това, че е по-лек, ръкохватката и сгъваемият му в страни приклад са направени от полимер.

### АКС-74Н
АКС-74Н е версия на АК-74Н. Единствената разлика между двата автомата е, че АКС-74Н е със сгъваем метален приклад. АКС-74Н също разполага с метална пластина, позволяваща монтажа на нощни прицели.

### АКС-74У
АКС-74У е скъсена модификация на АК-74, разработен е в края на 1970-те, началото на 1980-те. Бил е предназначен за въоръжаване на екипажите на бойни превозни средства, самолети, както и за десантчици на територията на Русия/СССР. Използвал се е от Министерството на вътрешните работи (МВД) и други служби за сигурност, поради малките си и компактни размери. АКС-74У е заместен от нов автомат – АК-105.

### АК-74М
АК-74 Модернизиран. Оборудван със сгъваем пластмасов (полимерен) приклад и универсална планка (релса) – „лястовична опашка“ (на руски: „ласточкин хвост“). Предназначена за оптични, нощни и други сподпомагащи за точност уреди, монтиращи се в лявата страна. Така AK-74M заменя незабавно четири модела автомати: AK-74, AKС-74, AK-74Н и AKС-74Н. Цевта и газовата тръба, са изработени от устойчив на удари и натиск материал – АГ-4В. Промени са направени при: дулната спирачка, АК-74М, получава и отворена камера, която дава възможност да се почиства без да се сваля. За да се намали риска от механично увреждане на капака, той е бил значително подсилен. В конструкцията, направляваща възвратна пружина се появява фиксатор, който позволява стрелба с гранатомети ГП-25, ГП-30 и ГП-34 без допълнително закрепване за капака. Това е било необходимо при стандартния АК-74. При новите автомати, е възможно използването на ПК-А и ПК-01. През 1991 година, АК-74М е бил приет на въоръжение като стандартна шурмова карабина на Руската армия и е заполчнало серийното му производство в Ижевския машиностроителен завод в Русия, Ижевск.

### АК-101
АК-101 е предназначен за износ на световния пазар, използвайки 5,56 х 45 мм боеприпаси, които са стандарт на всички НАТО-вски армии. АК-101 се предлага на пазара на тези, които търсят оръжие, което съчетава логистична съвместимост в кръга на 5,56 х 45НАТО, с легендарната надеждност на Калашников. Той е проектиран с модерни и композитни материали, включително пластмаси за подобряване на точността и намаляване на теглото. Много от подобренията, намирани в АК-101, присъстват и в АК-103, AK-107, АК-108. АК-101 е оръжие, което позволява избор на стрелба – единична или автоматична. Също така АК-101 притежава релса (която притежава и АК-74М), разположена от лявата страна за допълнителна оптика с опция за нощно виждане и други оптически прицели. Често срещани тези са, че АК-101 е основна щурмова карабина на Руската Федерация, но това не е вярно, все още основния автомат на Руската армия е АК-74М.

### AK-102
АК-102 е карабинна, по-къса (съкратена) версия на АК-101, която на свой ред произлиза от оригиналния дизайн АК-47 и наследник на АК-74. АК-102, АК-104 и АК-105 са много сходни по дизайн, с единствената разлика – калибър и съответния пълнител. В сравнение с АК-101 и АК-103, които са в пълен размер автомати от подобен тип, АК-102, АК-104 и АК-105 са със скъсени цеви. Приемника на автомата е направен от щампована стомана, пълнителят е по-лек и по-издръжлив от старите модели пълнители.
- Индонезия Русия, продаде 9000 автомата АК-102 на Индонезия.

### AK-103
АК-103 е модернизирана версия, на известния автомат АКМ, използващ старият руски патрон 7,62 x 39 мм. Дизайна е комбиниран от АКМ, с разработки от и AK-74M, с използването на пластмаси, за да заменят метални или дървени елементи, с цел цялостно олекотяване. AK-103, може да бъде оборудван с различни оптики, мерници, плюс гранатомет ГП-25, той също така има огнекомпенсатор, който увеличава точността и намалява отката при автоматична стрелба.
- Русия В Русия, АК-103 се използва от Министерството на вътрешните работи (МВД) – полицията, специалните полицейски части и групи, и други полицейски части.
- Венецуела През 2006 г., Русия доставя в рамките на договора във Венецуела 100 000 AK-103, на стойност около $ 40 млн. Освен това, по искане на президента Уго Чавес, Венецуела е готова да купи още 920 000 автомата и е в преговори да се лицензира производството на автомат АК-103 във Венецуела.
- Етиопия The Gafat Armament Engineering Complex в Етиопия, произвеждат АК-103, лицензиран от Русия. АК-103, допълва АКМ в Етиопските въоръжени сили.
- Индия Ижевският машиностроителен завод в Русия, е издал лиценз на частна индийска компания за производството на АК-103.

### AK-104
АК-104 е карабинна, скъсена версия на автомат АК-103. АК-102, AK-105 и АК-104 са много сходни по дизайн, с единствената разлика, калибър и съответно пълнител. АК-104 е пригоден за стрелба под калибър 7,62 х 39 мм, който е старият руски калибър, известен от АКМ. Автомата е направен от лек и издръжлив на удари и натиск материал, който замества дървото от по-старите модели. Новият полимерен приклад, не позволява ръждясване, прави оръжието значително по-леко от дървените модели. Пълнителят също така е по-лек, по-издръжлив, тъй като е подсилен.

### AK-105
АК-105 е карабинна, скъсена версия на автомат АК-74М. АК-105 е пригоден за стрелба под стандартния за Руската армия калибър 5,45 х 39 мм. Приемника на автомата е направен от щампована стомана. Пълнителят е също така по-лек и по-издръжлив от тези на по-старите модели, тъй като е подсилен. Приклада също е направен от олекотен материал. През 1996 година, АК-105 заменя въоръжението на АКС-74У. На въоръжение е на екипажите на бойни машини (танкове, БТР-и и др.), десантчици, специални щурмови отряди и други.